# Inre-Långtjärnen (Norsjö socken, Västerbotten)
Inre-Långtjärnen är en sjö i Norsjö kommun i Västerbotten och ingår i Umeälvens huvudavrinningsområde.